# Mazères (Gironda)
Mazères è un comune francese di 697 abitanti situato nel dipartimento della Gironda nella regione della Nuova Aquitania.

## Società

### Evoluzione demografica
Abitanti censiti